# Myotis auriculus
Myotis auriculus es una especie de murciélago de la familia Vespertilionidae.

## Distribución geográfica
Se encuentra en Guatemala, México y en Arizona y Nuevo México en los Estados Unidos.